# 武訓伝
『武訓伝』（ぶくんでん）とは、清末に乞食をして学校を興した武訓の生涯を描いた中国の白黒映画。1950年製作。
毛沢東が批判運動を引き起こして、社会に大きな議論を巻き起こした。中華人民共和国最初の上演禁止映画である。

## 制作過程
1948年、南京の中国電影製片廠が制作を開始したが、11月に撮影は停止してしまったため、1949年2月に上海の崑崙影業公司が制作権を買い取り、1950年12月に完成した。1951年2月21日、周恩来・胡喬木・朱徳ら中国共産党の幹部が鑑賞した。反応はおおむね好評で、朱徳は監督の孫瑜の手を取って「教育意義は大きい」と称賛した。こうしてこの年北京・天津・上海で公開された。

## 評価
『武訓伝』が公開されると、数か月の間に各地の新聞で200編を超える賞賛の文章が載り、武訓ブームが起こった。一部の新聞には「武訓は模範とするに足らず」という文章が掲載されたが、周恩来や朱徳は肯定的な態度をとり続けた。

## 政治問題
5月20日、毛沢東は『人民日報』に『武訓伝』をブルジョワジーの改良主義であるとする批判を自ら執筆した。これにより『武訓伝』に対する批判が巻き起こり、7月までに『人民日報』に100余編の、『光明日報』には30余編の、『文匯報』には100余編の批判文章が掲載された。
7月27日と28日に『人民日報』には「武訓歴史調査団」による4万5千字におよぶ『武訓歴史調査記』を掲載した。『武訓歴史調査記』には江青も関わっており、江青は山東省に出発する調査団に対し、毛沢東の言葉として「武訓本人は重要ではない、死んでから数十年たっている。武訓の学校も重要ではない、幾多の変遷を経て現在は人民の学校となっている。重要なのは共産党員がこのような改良主義に対して、賛美するべきか反対するべきかの問題である」と述べた。
この後、監督の孫瑜や主演の趙丹をはじめとする映画関係者数十人が自己批判を迫られた。

## 再評価
文化大革命後、胡喬木を中心として評価の見直しが進められ、1985年9月6日の『人民日報』で再評価がなされた。2005年、上海で行われた趙丹生誕90周年回顧展で、55年ぶりに上演された。